# ASV Dachau (Handball)
Die Handballabteilung des ASV Dachau ist ein Handballverein aus Dachau in Oberbayern, dessen Damenteam an fünf DHB-Pokalrunden teilnahm, zwei bayerische Meisterschaften (4. Liga) gewann und mehrere Jahre der dritthöchsten Spielklasse im deutschen Handball angehörte.

## Geschichte
Die Handballabteilung wurde 1927 gegründet. Unmittelbar nach dem Zweiten Weltkrieg nahm der ASV als einer der ersten Vereine den Spielbetrieb wieder auf und konnte sich als Spitzenteam innerhalb Bayerns etablieren. Vor allem in der Jugendarbeit konnte der ASV immer wieder Erfolge aufweisen. Die größten Erfolge in den 1990er Jahren sind das Erreichen des Finales des Bayernpokals und der Aufstieg in die Oberliga in der Saison 1997/98 der Frauenmannschaft. In der Saison 2003/04 spielte die Damenmannschaft erstmals in der Regionalliga Süd, konnte aber den sofortigen Abstieg in die Bayernliga nicht vermeiden.
In der Saison 2018/19 gelang den Frauen des bayerischen Rekordpokalsiegers der Aufstieg in die 3. Liga der Frauen.

### Erfolge
| - Frauen - DHB-Pokalteilnehmer 2004, 2006, 2016, 2019, 2020 - Bayerischer Pokalsieger 2003, 2015, 2018, 2019 - Aufstieg in die 3. Liga (Handball) 2019 - Aufstieg in die Regionalliga (3. Liga) 2003 - Bayerischer Meister 2003, 2019 - Bayerischer Vizemeister 2015 - Aufstieg in die Bayernliga 1998, 2013 - Südbayerischer Landesligameister 1998, 2013 | - Männer - Aufstieg in die Bayerische Landesliga 2015, 2023 - Altbayerischer Meister 2015, 2023 |

### Spielerpersönlichkeit
- Isabel Kattner Nationalspielerin